# 森島明子
森島 明子（もりしま あきこ、1973年3月20日 - ）は、日本の漫画家。東京都出身。女性。うお座。血液型はAB型。

## 来歴
中学・高校と私立の女子校に通い、大学では建築学を専攻。1997年、女性向けレズビアン雑誌『アニース』（テラ出版）にて「しあわせ絵日記」でデビュー。1998年に夜間専門学校を卒業した後は、青木光恵をはじめとした漫画家のアシスタント生活をしながら生計を立てていた。
2000年、竹書房『まんがライフ』にて中村うさぎ原作のエッセイの漫画化作品で本格的に4コマ漫画家として活動を開始。以降、芳文社、竹書房、双葉社などの各4コマ漫画雑誌で掲載作品が増え始める。また、2002年頃よりティーンズラブ系短編を中心としたストーリー漫画の掲載も増え始めた。『パパ×ママりば〜しぶる♥』連載中は芳文社の4コマ漫画雑誌『まんがタイム』の表紙を担当していたこともある。
現在は、4コマ漫画、百合系ストーリー漫画、レポート漫画などのジャンルで執筆活動をしている。

## 作品リスト

### 連載中
- もっと 半熟女子（ガレット〈ガレットワークス〉）

### 連載終了
- お江戸とてシャン（まんがホーム〈芳文社〉）
- ショッピングの女王（まんがライフ〈竹書房〉）（※中村うさぎのエッセイ作品の漫画化）
- 天使の住む家（まんがタイムラブリー、まんがタイムオリジナル〈芳文社〉）
- パパ×ママりばーしぶる（まんがタイム、まんがホーム〈芳文社〉）
- フードルビュウティ（みこすり半劇場別館〈ぶんか社〉）
- ハウスハズバンド（まんがタウン〈双葉社〉）
- 無敵常人ぐ〜たら奥さん（まんがタウン〈双葉社〉）
- 乙女力upの方程式（プチプリンセス〈秋田書店〉）
- レンアイ♥女子課（百合姫〈一迅社〉）
- 星学院工科大学 夜間部（カグヤ〈新書館〉）隔月刊誌
- ユリ熊嵐（コミックバーズ〈幻冬舎〉）月刊誌 ※イクニゴマキナコ原作
- 囁きのキス～Read my lips.（パルソラ、著：南部くまこ） 全10巻 ※電子配信のみ

### 単行本
- ショッピングの女王（竹書房） ※原作：中村うさぎ ISBN 978-4-8124-5696-5（2002年7月）
- 天使の住む家（芳文社） ISBN 978-4-8322-6311-6（芳文社、2003年11月）
- ショッピングの女王 ホスト&プチ整形編（竹書房）※原作：中村うさぎ ISBN 978-4-8124-5940-9（2004年4月）
- パパ×ママりば〜しぶる（芳文社） ISBN 978-4-8322-6359-8（2004年10月）
- Hはスキ?キライ?（ぶんか社） ISBN 978-4-8211-8216-9（2005年10月）
- 楽園の条件（一迅社） ISBN 978-4-7580-7024-9（2007年12月）
- 半熟女子（一迅社）全2巻

1. ISBN 978-4-7580-7034-8（2008年10月）
2. ISBN 978-4-7580-7059-1（2009年8月）

- 瑠璃色の夢（一迅社） ISBN 978-4-7580-7060-7（2009年8月）
- お江戸とてシャン（芳文社） ISBN 978-4-8322-6822-7（2010年2月）
- レンアイ♥女子課（一迅社）全2巻

1. ISBN 978-4-7580-7111-6（2010年9月）
2. ISBN 978-4-7580-7172-7（2011年11月）

- 星学院工科大学 夜間部（新書館） ISBN 978-4-4036-2112-3（2011年5月）
- レンアイ♥女子ファイル（一迅社） ISBN 978-4-7580-7219-9（2012年11月）
- 女の子合わせ（一迅社） ISBN 978-4-7580-7243-4（2013年5月）
- 初めて、彼女と。（一迅社） ISBN 978-4-7580-7246-5（2013年5月）
- ユリ熊嵐（幻冬舎）全3巻

1. ISBN 978-4-344-83256-5（2014年11月）
2. ISBN 978-4-344-83480-4（2015年7月）
3. ISBN 978-4-344-83711-9（2016年5月）

- 聖純少女パラダイム（新書館） ISBN 978-4-4036-7165-4（2015年2月）
- おとなの発達障害かもしれない!?（イーストプレス） ISBN 978-4-7816-1566-0（2017年9月）

### アンソロジー
- 百合姫Wildrose
  - 読み切り「女の子合わせ」(第1巻に収録)
  - 読み切り「聖夜のアガペー」(第4巻に収録)
  - 読み切り「恋のいいなり」(第5巻に収録)
  - 読み切り「海風が薫る」(第6巻に収録)
- ショコラ2 社会人百合アンソロジー 「マリッジハンティング」
- シロップ HONEY 初夜百合アンソロジー 「スムージー」